# Basses-terres du Saint-Laurent

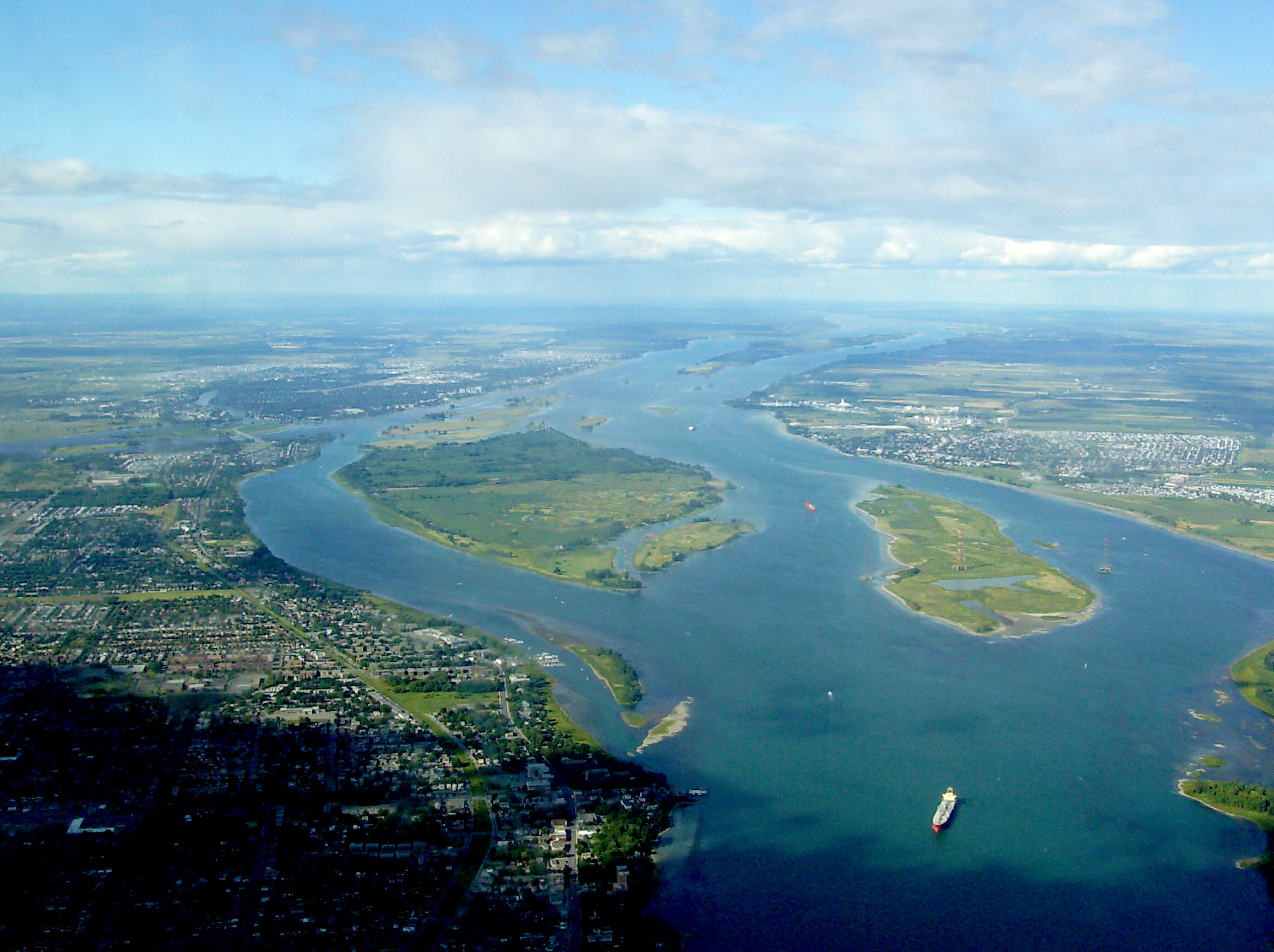
Vue aérienne des basses-terres du Saint-Laurent près de l'archipel d'Hochelaga.

Les basses-terres du Saint-Laurent sont une province naturelle, canadienne et américaine située le long du fleuve Saint-Laurent entre les Appalaches et les Laurentides qu'elles suivent en parallèle. 
Elles occupent une superficie de 29 000 km2. Avec plus de quatorze millions d'habitants, c'est la province naturelle et géologique la plus peuplée du Canada, contenant presque la moitié de la population collective du pays.

## Géographie

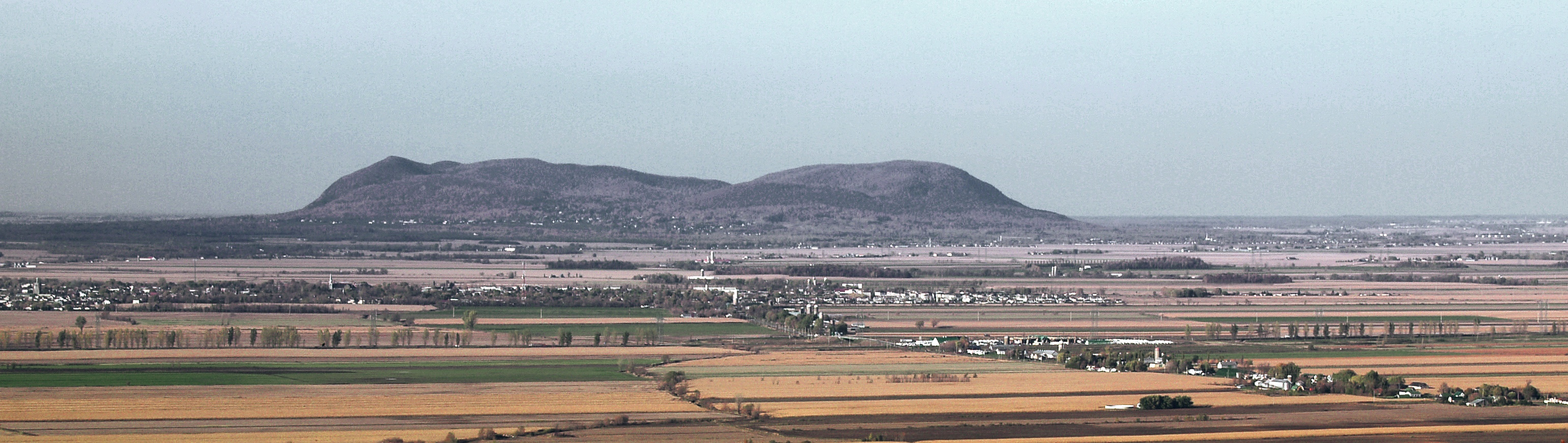
Le mont Rougemont, au milieu des basses-terres.

Cette province naturelle est délimitée au sud par le relief appalachien et au nord par le relief du bouclier canadien où la province géologique de la plate-forme du Saint-Laurent et la province géologique de Grenville entrent en contact géologique.
Les basses terres du Saint-Laurent ont un sol très riche et propice à l'agriculture, notamment en comparaison avec le reste du Québec. La majorité de la population de la province y est d'ailleurs concentrée.
Le Saint-Laurent facilite les communications et déplacements maritimes et fluviaux des habitants.

## Relief
- Plaines bordant le fleuve Saint-Laurent et les Grands Lacs.
- Dans la région de Montréal, collines Montérégiennes (mont Royal, Mont Saint-Bruno, mont Saint-Hilaire, etc.).
- Dans la région de Québec, les terrasses de Cap-Rouge–Beaupré.
- Au sud, escarpement des chutes du Niagara.

## Hydrographie
- Fleuve Saint-Laurent
- Grands Lacs : Supérieur, Huron, Érié, Ontario, Michigan (aux États-Unis).
- Nombreux lacs et rivières.

## Végétation
- Forêts des basses-terres de l'Est des Grands Lacs
- Au sud, forêt de feuillus (érables, noyers, chênes, hêtres et tilleuls).
- Au nord, forêt mixte : feuillus (érables et bouleaux) et conifères (pruches et pins).

## Ressources naturelles
- Eau (poisson, navigation, moulins, etc).
- Forêts (bois, gibier [viandes, cuir, fourrure]).
- Sols propices à l'agriculture.